# Venilia (Mythologie)
Venilia ist eine römische Gottheit, die mit den Winden und dem Meer in Verbindung gebracht wird. In der modernen Forschung wird sie meist zu den sogenannten „Sondergöttern“ gezählt. Als solche wurde sie in der Antike wohl in den Indigitamenta, den libri pontificales (Pontifikalbücher), gelistet. 
Laut Vergil war sie eine Nymphe und die Mutter des Turnus. Maurus Servius Honoratus nennt sie in seinem Kommentar zur Aeneis eine Schwester der Amata. Ovid bezeichnet sie in seinen Metamorphosen als Mutter der Canens, die sie dem Janus gebar. Venilia und Salacia sind Paredrai („Helferinnen“) des Neptun.
Die Ableitung des Namens ist ungeklärt. Marcus Terentius Varro verstand sie als Göttin der Hoffnung und leitete ihren Namen von venire („kommen, hervorkommen“) ab. Moderne Herleitungen verbanden den Namen mit ventus („Wind“ und daher mit den Seewinden) oder mit venia („Gunst, Gnade, Verlangen“), wie es auch dem Namen der Venus zugrunde liegt. Walter F. Otto sah in ihr die Geschlechtsgöttin der gens Venilia.
Der Venilia Mons, ein Berg auf der Venus, ist nach ihr benannt.